# 寺庙九有
寺庙九有，是指自2008年西藏骚乱后，中国政府要求西藏各地寺庙里有领袖像、有国旗、有道路、有水、有电、有广播电视、有电影、有书屋、有报纸。政府通过深化寺庙爱国主义教育，健全藏传佛教寺庙管理长效机制。
2012年2月13日在接收拉萨日报采访时，寺庙管理委员会党总支书记格桑介绍道：“部分寺庙已通电、通水、通路、征订报纸的同时，稳步推进了寺庙‘九有’工作。还专门传达学习了自治区《关于尽快落实寺庙‘九有’工作的通知》和贡嘎县《开展寺庙‘九有’工作实施方案》文件精神，在征求僧人意见的基础上，让领袖像和国旗顺利进寺、进僧舍。”